# U-24号潜艇 (1936年)
U-24号（德語：U 24）是纳粹德国战争海军建造的二十艘II-B型近岸潜艇（或称U艇）之一。它由基尔的日耳曼尼亚船厂承建，于1936年9月24日下水，至同年10月10日交付使用。第二次世界大战期间，该艇曾执行过十九次巡逻作战，共计击沉6艘、全损1艘同盟国舰船，累积总吨位为9,420吨。1944年8月25日，U-24号在黑海沿岸的康斯坦察由其船员自行凿沉，残骸随后被苏联人打捞上岸，于1947年5月26日在塞瓦斯托波尔附近遭苏联潜艇M-120号再度击沉。

## 设计
II级潜艇是从一战中德意志帝国海军的UB级和UF级近岸潜艇发展而来。其外观尺寸小，造价便宜且易于生产，在很短时间内便能造好。这款艇具在设计上吸收了为芬兰海军定制的欧洲水鼬号的优点，是非常出色的训练艇。但由于它们体积较小，在海面上容易剧烈颠簸，因此也被德国人戏称为“独木舟”（Einbaum）。尽管如此，一些II级艇在训练任务与战斗行动中表现相当出色，许多II级艇的衍生型号也相继被建造出来。
U-24号是一款用于近岸水域作战的II-B型单壳体潜艇。它可视作II-A型的加长版，附加的柴油舱增加了贮油量，航程也因此得到增加。其全长42.7米，舷宽4.08米，高8.6米，并有3.9米的吃水深度。水上和水下排水量则分别为279吨和328吨，惟官方提供的标准吨位为250吨。艇只采用两台曼海姆发动机厂（MWM）生产的六缸四冲程350匹公制馬力（260千瓦特）柴油机用于水面运行，以及两台各配备36个AFA蓄电池组的180匹公制馬力（130千瓦特）西门子-舒克特（SSW）电动发电机用于水下航行；水面最高航速12節（22每小時），水下7節（13每小時）；能够在水面以8節（15每小時）航速续航3,800海里（7,000），或以4節（7.4每小時）连续在水下航行43海里（80）而无需充电。它有两个轴和两副直径为0.85米的螺旋桨，具备在80－150米的深度运行的能力，紧急下潜需时30秒。
武器装备方面，U-24号在艇艏内置有三具管径为533毫米的鱼雷发射管，呈倒三角形布置，其中左舷一具、右舷一具、底部的中线上还有一具；它们合共配备5枚G7型鱼雷，或可携带最多12枚TMA水雷。此外，该艇还搭载有一门20毫米30式高射炮作为甲板炮。其标准船员编制为3名军官及22名水兵。

## 历史
1935年2月2日，海军造舰局正式将第二批次八艘II-B型潜艇（U-17至U-24号）的建造合同发包予基尔的日耳曼尼亚船厂。但由于违反了禁止德国拥有潜艇的《凡尔赛条约》条款，U-24号直至1936年4月21日、即解除德国海军军备限制的《英德海军协定》生效后才开始铺设龙骨，同年9月24日下水，至10月10日在U-21号艇长、海军少校埃尔温·萨克斯的代管下交付使用。完成海试后，该艇成为驻基尔的洛斯潜艇区舰队的一份子，先后担任备用艇和作战艇直至1939年12月31日。当U艇编制于1940年1月1日重组时，它又加入了同驻基尔的第1潜艇区舰队担任前线艇。退出前线艇任务后，U-24号于1940年5月1日至6月30日期间曾被用作第1潜艇培训区舰队的训练艇，继而从7月1日到1942年4月18日在驻皮劳的第21潜艇区舰队服役。同年，该艇在基尔的德意志造船厂拆解，作为第30潜艇区舰队的一份子经由陆路和多瑙河转移到黑海。继在罗马尼亚的加拉茨造船厂完成重新组装后，它于1942年10月14日恢复入役，成为第一艘入驻康斯坦察潜艇基地的成员，直至1944年8月25日自沉。第二次世界大战期间，U-24号完成了十九次巡逻，共计击沉6艘、全损1艘同盟国舰船，以及击伤1艘苏联商船，累积总吨位为17,081吨。

### 作战巡逻
U-24号的前三次巡逻都是在海军上尉乌多·贝伦斯的指挥下进行的，主要涉在北海北部和苏格兰沿岸观察航运情况。随后，海军上尉哈拉尔德·耶佩纳-哈尔滕霍夫曾于1939年10月18日至11月29日短暂担任U-24号艇长，并指挥了该艇的第四次巡逻：在10月23日至29日于錫厄姆周边为期七天的布雷行动中，耶佩纳-哈尔滕霍夫在编号为AN-5496的海军网格内共敷设了九枚水雷，造成1艘商船触雷沉没。受害者是容积总吨为961吨的英国货轮卡马森海岸号（Carmarthen Coast）, 它于11月9日07:20触雷，大约十分钟后在锡厄姆港湾以东3海里（5.6）处沉没，共造成2人死亡、15人获救。同年11月30日继任的海军中尉乌多·海尔曼则指挥了U-24号的第五至第八次巡逻，其中包括1940年4月13日出发参与德国入侵丹麦和挪威的威悉演习行动。它与U-17和U-23号共同组成增援集群，先是在卑尔根附近进行防御性巡逻直到4月25日，然后转至设得兰群岛和挪威之间巡逻。4月20日，该艇曾将一名生病的船员转移到斯塔万格附近的一艘S艇上。至5月5日，U-24号返抵威廉港，未能取得任何战功。
U-24号的最后十一次（第九至第十九次）巡逻均是在黑海完成。尽管当地的船舶流量不大，行动还是取得了若干成效。在第九次巡逻期间，该艇于1942年11月5日19:18在波季外海向经过的苏联武装拖网船T-492号发射了一枚鱼雷。拖网船随后用火炮迫使U-24号下潜。德国人于21:37取得命中，但鱼雷却哑火失效。当它们于11月6日00:38发射最后一枚鱼雷并未命中后，潜艇浮出水面并使用20毫米高射炮交火，但该炮不久后发生故障，迫使U-24号中断攻击，对方的机枪射击则对司令塔造成轻微损害。1943年3月31日中午，即第十二次巡逻期间，该艇在海军中尉克莱门斯·舍勒的指挥下于加格拉附近向一艘由两艘驱逐舰和一艘扫雷舰护航的油轮发射了两枚鱼雷，并观察到其中一枚鱼雷击中了油轮的船尾，导致起火。其后经苏联方面证实，受损的目标是7,661总吨的克里姆林号（Кремль）。在随后的第十三次巡逻中，海军上尉克劳斯·彼得森又率U-24号于1943年6月15日14:19向苏联扫雷舰T-411“防卫”号发射了两枚鱼雷，并于1分30秒后观察到其中一枚击中舰艉。防卫号随即断成两半，并在苏呼米以西约20海里（37）处沉没。全舰52名官兵有半数阵亡，余下26名幸存者被两艘苏联巡逻艇救起。
第十四次巡逻于1943年7月26日至8月25日之间执行。在高加索沿岸的这次为期三十天、水面行程2,688海里（4,978）、水下行程385海里（713）的行动中，U-24号全歼三艘敌舰，取得入役以来的最辉煌战绩。首先是7月30日18:46，彼得森下令向苏呼米港发射两枚鱼雷。它们均击中了作为固定军需船锚泊在苏呼米灯塔附近码头旁的苏联油轮恩巴号（Эмба，7,886总吨），并被完全摧毁。8月22日凌晨01:24，U-24号用其20毫米炮和一挺机炮向拖着两艘登陆艇的苏联巡逻舰SKA-0188号开火。巡逻艇进行还击，抛下了拖挂的登陆艇DB-36号和DB-37号，然后得以毫发无损地逃脱。随后，DB-36号遭到火炮和手榴弹袭击，3人被俘；DB-37号也于02:52被火炮和爆破药包炸沉，再有3人被俘。彼得森在试图拖曳DB-36号无果后，被迫于03:31将其凿沉。6名俘虏中有4人受伤，他们都于8月23日在费奥多西亚上岸。
在后续的巡逻中，U-24号还击沉了两艘苏联巡逻舰，分别为1943年8月22日在加格拉以南摧毁了排水量为56吨的SKA-088号，以及1944年5月12日在波季西南约15海里（28）处击沉了44吨的SKA-0376号。1944年8月20日，U-24号在苏联海军航空兵对康斯坦察的空袭中严重受损，当时它正与覆裹住的U-9号和U-18号一同停泊在U艇码头上。随着罗马尼亚于8月23日倒戈对德宣战，鉴于当时的军事形势，纳粹德国海军的所有潜艇部队都必须在当月25日前撤离港口。由于U-24号已无法再进一步使用，它只得在当天由一支爆破组在44°12′N 28°41′E / 44.200°N 28.683°E处凿沉。1945年初，该艇被苏联黑海舰队打捞上岸并运往塞瓦斯托波尔。由于艇况太差，U-24号的修复工作被认为是不现实的，苏联人遂将其宣布为全损。尽管如此，从1945年6月7日起，该艇仍被保留作长期存放，并被编入黑海舰队名单。直至1947年5月26日，该艇才与U-18号一同在塞瓦斯托波尔西南部水面由苏联潜艇M-120号发射鱼雷击沉，沉没地点大致位于44°20′N 33°20′E / 44.333°N 33.333°E处。

## 袭击历史摘要
| 日期           | 船名          | 船籍     | 吨位  | 结局         |
| -------------- | ------------- | -------- | ----- | ------------ |
| 1939年11月8日  | 卡马森海岸号  | 英国     | 961   | 击沉（触雷） |
| 1943年3月31日  | 克里姆林号    | 苏联     | 7,661 | 击伤         |
| 1943年6月15日  | T-411“防卫”号 | 苏联海军 | 441   | 击沉         |
| 1943年7月30日  | 恩巴号        | 苏联     | 7,886 | 全损         |
| 1943年8月22日  | DB-36号       | 苏联海军 | 16    | 击沉         |
| 1943年8月22日  | DB-37号       | 苏联海军 | 16    | 击沉         |
| 1943年10月31日 | SKA-088号     | 苏联海军 | 56    | 击沉         |
| 1944年5月12日  | SKA-0376号    | 苏联海军 | 44    | 击沉         |

## 脚注
1. ↑  威廉生，第6頁.
2. ↑  威廉生，第6–7頁.
3. 1 2  Gröner 1991，第39–40頁.
4. 1 2  Helgason, Guðmundur. . German U-boats of WWII - uboat.net.   [2023-11-20].
5. 1 2  Helgason, Guðmundur. . German U-boats of WWII - uboat.net.   [2023-11-20]. （原始内容存档于2021-01-24）.
6. 1 2  Helgason, Guðmundur. . German U-boats of WWII - uboat.net.   [2023-11-20]. （原始内容存档于2023-12-10）.
7. ↑  Helgason, Guðmundur. . German U-boats of WWII - uboat.net.   [2023-11-20]. （原始内容存档于2020-11-28）.
8. ↑  Helgason, Guðmundur. . German U-boats of WWII - uboat.net.   [2023-11-20]. （原始内容存档于2022-09-26）.
9. ↑  Helgason, Guðmundur. . German U-boats of WWII - uboat.net.   [2023-11-20]. （原始内容存档于2020-11-28）.
10. ↑  Helgason, Guðmundur. . German U-boats of WWII - uboat.net.   [2023-11-20]. （原始内容存档于2020-11-28）.
11. ↑  Helgason, Guðmundur. . German U-boats of WWII - uboat.net.   [2023-11-20]. （原始内容存档于2022-09-26）.
12. ↑  Helgason, Guðmundur. . German U-boats of WWII - uboat.net.   [2023-11-20]. （原始内容存档于2022-12-06）.
13. ↑  Helgason, Guðmundur. . German U-boats of WWII - uboat.net.   [2023-11-20]. （原始内容存档于2020-11-28）.
14. ↑  Helgason, Guðmundur. . German U-boats of WWII - uboat.net.   [2023-11-20]. （原始内容存档于2023-02-05）.
15. ↑  Helgason, Guðmundur. . German U-boats of WWII - uboat.net.   [2023-11-20]. （原始内容存档于2022-11-29）.
16. ↑  Helgason, Guðmundur. . German U-boats of WWII - uboat.net.   [2023-11-20]. （原始内容存档于2022-11-27）.
17. ↑  Helgason, Guðmundur. . German U-boats of WWII - uboat.net.   [2023-11-20]. （原始内容存档于2022-12-09）.
18. ↑  Helgason, Guðmundur. . German U-boats of WWII - uboat.net.   [2023-11-20]. （原始内容存档于2022-10-04）.